# Juan Miguel Galvis Bedoya
Juan Miguel Galvis Bedoya (Armenia, 29 de octubre de 1976) es un arquitecto y político colombiano. Actualmente es el Gobernador del Departamento del Quindío para la vigencia 2024-2027.

## Biografía
Galvis es arquitecto de la Universidad La Gran Colombia de Armenia. Fue alcalde de Salento entre 2016 y 2019; secretario de Aguas e Infraestructura del Quindío en el gobierno de Roberto Jairo Jaramillo, también se desempeñó como secretario privado y como asesor del despacho de la gobernación.